# Red Arrows FC
Red Arrows Football Club – zambijski klub piłkarski grający w Zambian Premier League, mający siedzibę w mieście Lusaka. Klub jest sponsorowany przez Zambijskie Siły Powietrzne.

## Sukcesy
- Zambian Premier League[2]:
  - mistrzostwo (3): 2004, 2021/2022, 2023/24

- Puchar Zambii[3]:
  - zwycięstwo (1): 2007

- Zambian Challenge Cup[3]:
  - zwycięstwo (1): 1982
  - finał (2): 1978, 1989

- Zambian Coca Cola Cup[3]:
  - finał (3): 2003, 2004, 2005

- Zambian Charity Shield (1)[3]:
  - zwycięstwo (1): 2005, 2022

## Występy w afrykańskich pucharach
| Sezon     | Rozgrywki                 | Runda       | Kraj     | Klub                       | Dom | Wyjazd | Dwumecz      |
| --------- | ------------------------- | ----------- | -------- | -------------------------- | --- | ------ | ------------ |
| 1984      | Puchar Zdobywców Pucharów | 1           | Lesotho  | Linare FC                  | 9–1 | 3–1    | 12–2         |
| 1984      | Puchar Zdobywców Pucharów | 2           | Zair     | AS Vita Club               | 1–0 | 1–2    | 2–2          |
| 1984      | Puchar Zdobywców Pucharów | ćwierćfinał |          | Al-Ahly Trypolis           | 2–0 | 0–3    | 2–3          |
| 1990      | Puchar Zdobywców Pucharów | 1           | Zimbabwe | Darryn Textiles FC         | 4–1 | 1–0    | 5–1          |
| 1990      | Puchar Zdobywców Pucharów | 2           | Mozambik | Grupo Desportivo de Maputo | 0–0 | 2–3    | 2–3          |
| 2005      | Liga Mistrzów             | wstępna     | Kongo    | CSMD Diables Noirs         | 0–0 | 0–0    | 0–0 (k. 3–2) |
| 2005      | Liga Mistrzów             | 1           | Zimbabwe | CAPS United                | 2–1 | 1–1    | 3–2          |
| 2005      | Liga Mistrzów             | 2           | Nigeria  | Enyimba FC                 | 1–6 | 0–3    | 1–9          |
| 2005      | Puchar Konfederacji       | play-off    | Ghana    | King Faisal Babes FC       | 1–1 | 2–3    | 3–4          |
| 2009      | Puchar Konfederacji       | wstępna     |          | Mundu SC                   | 6–0 | 1–0    | 7–0          |
| 2009      | Puchar Konfederacji       | 1           | Nigeria  | Ocean Boys FC              | 2–0 | 0–2    | 2–2 (k. 3–2) |
| 2009      | Puchar Konfederacji       | 2           | Egipt    | ENPPI Club                 | 3–0 | 0–4    | 3–4          |
| 2012      | Puchar Konfederacji       | wstępna     | Eswatini | Royal Leopards FC          | 0–0 | 0–1    | 0–1          |
| 2021/2022 | Puchar Konfederacji       | wstępna     | Eswatini | Young Buffaloes FC         | 2–1 | 0–0    | 2–1          |
| 2021/2022 | Puchar Konfederacji       | 1           | Angola   | CD Primeiro de Agosto      | 1–0 | 0–0    | 1–0          |
| 2021/2022 | Puchar Konfederacji       | play-off    | Tanzania | Simba SC                   | 2–1 | 0–3    | 2–4          |
| 2022/2023 | Liga Mistrzów             | wstępna     | Angola   | CD Primeiro de Agosto      | 0–1 | 1–1    | 1–2          |

## Stadion
Domowe mecze klub rozgrywa na stadionie o nazwie Nkoloma Stadium w Lusace, który może pomieścić 5000 widzów.

## Reprezentanci kraju grający w klubie od 1975 roku
Stan na maj 2023.
| - Henry Banda - Ricky Banda - Stanley Banda - Felix Bulaya - Bruce Musakanya Bwalya - Songwe Chalwe - Bronson Chama - James Chamanga - Benedict Chepeshi - Jimmy Chisenga - Fanny Hangunyu - Kamuzati Kabwe - Jackson Kakunta - Charles Kalumba - Albert Kangwanda - Morgan Kaoma - Allan Kapila - Arthur Kaseloki - Paul Katema - Shaft Katuka - Francis Kombe - Charles Lota - Lawrence Lubinda - Chiwanki Lyainga - Shadreck Malambo - Agripa Mbewe - Festus Mbewe - Judge Mkandawire - Moffat Mtonga | - Ghost Mulenga - Webster Mulenga - Lubinda Mundia - Danny Munyao - Bruce Musakanya - Kunda Mushota - Bernard Mutale - Mwape Mwelwa - Francisco Mwepu - Jimmy Ndhlovu - Patrick Ngoma - Aaron Njovu - Kennedy Nketani - Stanley Nshimbi - Dube Phiri - Patrick Phiri - Saddam Phiri - Lawrence Pondani - Derrick Shapande - George Simbayambaya - Zachariah Simukonda - Boniface Simutowe - White Simwanza - Charles Siyingwa - Joseph Zimba - Justine Zulu - Ian Otieno - Tanaka Chinyahara - Carrington Gomba |